# Campionati europei giovanili di nuoto 2014
I XXXXI Campionati europei giovanili di nuoto si sono svolti nei Paesi Bassi dal 9 al 13 luglio 2014. Le sedi di gara sono state a Dordrecht.

## Medagliere
| Posizione | Paese         | Oro | Argento | Bronzo | Totale |
| --------- | ------------- | --- | ------- | ------ | ------ |
| 1         | Russia        | 19  | 8       | 9      | 36     |
| 2         | Germania      | 4   | 8       | 5      | 17     |
| 3         | Gran Bretagna | 4   | 4       | 4      | 12     |
| 4         | Italia        | 3   | 6       | 7      | 16     |
| 5         | Ungheria      | 3   | 4       | 5      | 12     |
| 6         | Spagna        | 2   | 3       | 2      | 7      |
| 7         | Polonia       | 2   | 3       | 0      | 5      |
| 8         | Grecia        | 1   | 2       | 1      | 4      |
| 9         | Ucraina       | 1   | 1       | 1      | 3      |
| 10        | Paesi Bassi   | 1   | 0       | 2      | 3      |
| 11        | Slovenia      | 1   | 0       | 1      | 2      |
| 12        | Bielorussia   | 1   | 0       | 0      | 1      |
| 13        | Svizzera      | 0   | 1       | 0      | 1      |
| 14        | Norvegia      | 0   | 1       | 2      | 3      |
| 15        | Svezia        | 0   | 0       | 1      | 1      |
| 15        | Croazia       | 0   | 0       | 1      | 1      |
| 15        | Lettonia      | 0   | 0       | 1      | 1      |
| Totale    | Totale        | 42  | 42      | 42     | 126    |

## Podi

### Uomini
RC = record dei campionati
| Evento               | Oro                                                                              | Tempo    | Argento                                                                    | Tempo    | Bronzo                                                                         | Tempo    |
| Stile libero         |                                                                                  |          |                                                                            |          |                                                                                |          |
| 50 m                 | Evgeny Sedov                                                                     | 22.16    | Jan Hołub                                                                  | 22.45    | Fotios Mylonas                                                                 | 22.56    |
| 100 m                | Jan Hołub                                                                        | 49.49    | Damian Wierling                                                            | 49.57    | Péter Holoda                                                                   | 49.74    |
| 200 m                | Kyle Stolk                                                                       | 1'48.46  | Nicolangelo Di Fabio                                                       | 1'48.80  | Anton Skudnov                                                                  | 1'49.23  |
| 400 m                | Wojciech Wojdak                                                                  | 3'49.21  | Henrik Christiansen                                                        | 3'49.60  | Mychajlo Romančuk                                                              | 3'52.19  |
| 800 m                | Mychajlo Romančuk                                                                | 7'54.81  | Wojciech Wojdak                                                            | 7'57.48  | Henrik Christiansen                                                            | 7'58.72  |
| 1500 m               | Daniel Jervis                                                                    | 15'07.12 | Mychajlo Romančuk                                                          | 15'07.24 | Henrik Christiansen                                                            | 15'09.48 |
| Dorso                |                                                                                  |          |                                                                            |          |                                                                                |          |
| 50 m                 | Simone Sabbioni                                                                  | 25.22    | Apostolos Christou                                                         | 25.33    | Jānis Šaltāns                                                                  | 25.54    |
| 100 m                | Apostolos Christou                                                               | 54.03    | Simone Sabbioni                                                            | 54.25    | Evgenij Rylov                                                                  | 54.46    |
| 200 m                | Luke Greenbank                                                                   | 1'58.05  | Apostolos Christou                                                         | 1'59.93  | Emanuel Turchi                                                                 | 2'00.57  |
| Rana                 |                                                                                  |          |                                                                            |          |                                                                                |          |
| 50 m                 | Stanislau Pazdzeyeu                                                              | 28.34    | Krzysztof Tokarski                                                         | 28.57    | Anton Čupkov                                                                   | 28.60    |
| 100 m                | Max Pilger                                                                       | 1'01.97  | Itay Goldfaden                                                             | 1'02.09  | Anton Čupkov                                                                   | 1'02.22  |
| 200 m                | Max Pilger                                                                       | 2'12.45  | Anton Čupkov                                                               | 2'13.27  | David Horvath                                                                  | 2'13.47  |
| Farfalla             |                                                                                  |          |                                                                            |          |                                                                                |          |
| 50 m                 | Evgeny Sedov                                                                     | 23.83    | Aleksandr Sadovnikov                                                       | 24.03    | Péter Holoda                                                                   | 24.45    |
| 100 m                | Aleksandr Sadovnikov                                                             | 53.52    | Nils Liess                                                                 | 53.59    | Vladislav Kozlov                                                               | 53.83    |
| 200 m                | Tamás Kenderesi                                                                  | 1'56.74  | Nils Liess                                                                 | 1'58.51  | Alexander Kunert                                                               | 1'58.92  |
| Misti                |                                                                                  |          |                                                                            |          |                                                                                |          |
| 200 m                | Duncan Scott                                                                     | 2'01.57  | Norbert Szabo                                                              | 2'02.00  | Benjamin Gratz                                                                 | 2'02.21  |
| 400 m                | Benjamin Gratz                                                                   | 4'19.68  | Norbert Szabo                                                              | 4'23.77  | Joan Casanovas Skoubo                                                          | 4'24.09  |
| Staffette            |                                                                                  |          |                                                                            |          |                                                                                |          |
| 4x100 m stile libero | Gran Bretagna Duncan Scott Miles Munro Martyn Walton Jack Smith                  | 3'19"78  | Germania Damian Wierling Konstantin Walter Marek Ulrich Alexander Kunert   | 3'22"09  | Italia Alessandro Bori Raffaele Tavoletta Francesco Peron Nicolangelo Di Fabio | 3'22"30  |
| 4x200 m stile libero | Germania Henning Muehlleitner Konstantin Walter Damian Wierling Alexander Kunert | 7'21"25  | Italia Nicolangelo Di Fabio Mattia Zuin Alessio Occhipinti Francesco Peron | 7'22"62  | Gran Bretagna Martyn Walton Daniel Jervis Jack Smith Duncan Scott              | 7'23"13  |
| 4x100 m misti        | Russia Evgenij Rylov Aleksandr Sadovnikov Anton Čupkov Filipp Shopin             | 3'39"25  | Italia Simone Sabbioni Giacomo Carini Marco Paganelli Alessandro Bori      | 3'41"06  | Germania Marek Ulrich Johannes Tesch Max Pilger Damian Wierling                | 3'41"20  |

### Donne
| Evento               | Oro                                                                          | Tempo    | Argento                                                                    | Tempo    | Bronzo                                                                            | Tempo    |
| Stile libero         |                                                                              |          |                                                                            |          |                                                                                   |          |
| 50 m                 | Daria S. Ustinova                                                            | 25.39    | Marija Kameneva                                                            | 25.57    | Valerie Van Roon                                                                  | 25.69    |
| 100 m                | Arina Openysheva                                                             | 54.78    | Daria S. Ustinova                                                          | 55.30    | Rachele Ceracchi                                                                  | 56.12    |
| 200 m                | Arina Openysheva                                                             | 2'00.18  | Daria Mullakaeva                                                           | 2'00.60  | Leonie Kullmann                                                                   | 2'01.02  |
| 400 m                | Arina Openysheva                                                             | 4'12.76  | Melinda Novoszath                                                          | 4'13.53  | Daria Mullakaeva                                                                  | 4'15.31  |
| 800 m                | Simona Quadarella                                                            | 8'40.21  | Holly Hibbott                                                              | 8'41.41  | Linda Caponi                                                                      | 8'41.72  |
| 1500 m               | Simona Quadarella                                                            | 16'30.37 | Laura Rodriguez Cao                                                        | 16'34.04 | Melinda Novoszath                                                                 | 16'42.65 |
| Dorso                |                                                                              |          |                                                                            |          |                                                                                   |          |
| 50 m                 | Daria Ustinova                                                               | 28.18    | Marija Kameneva                                                            | 28.48    | Ema Sarar                                                                         | 29.18    |
| 100 m                | Daria Ustinova                                                               | 1'00.37  | Ekaterina Tomashevskaia                                                    | 1'01.53  | Laura Riedemann                                                                   | 1'02.34  |
| 200 m                | Daria Ustinova                                                               | 2'09.21  | África Zamorano Sanz                                                       | 2'11.70  | Irina Prikhodko                                                                   | 2'12.42  |
| Rana                 |                                                                              |          |                                                                            |          |                                                                                   |          |
| 50 m                 | Maria Astashkina                                                             | 31.90    | Eleonora Clerici                                                           | 32.02    | Sophie Hansson                                                                    | 32.13    |
| 100 m                | Maria Astashkina                                                             | 1'07.82  | Marlene Huether                                                            | 1'09.19  | Dar'ja Čikunova                                                                   | 1'09.33  |
| 200 m                | Maria Astashkina                                                             | 2'26.61  | Dar'ja Čikunova                                                            | 2'27.78  | Emma Cain                                                                         | 2'29.17  |
| Farfalla             |                                                                              |          |                                                                            |          |                                                                                   |          |
| 50 m                 | Barbora Misendova                                                            | 26.84    | Szonja Szokol                                                              | 27.02    | Marija Kameneva                                                                   | 27.03    |
| 100 m                | Lisa Hoepink                                                                 | 59.93    | Amelia Clynes                                                              | 59.96    | Barbora Misendova                                                                 | 1'00.00  |
| 200 m                | Adel Juhasz                                                                  | 2'10.93  | Carmen Balbuena                                                            | 2'11.24  | Amelia Clynes                                                                     | 2'11.46  |
| Misti                |                                                                              |          |                                                                            |          |                                                                                   |          |
| 200 m                | África Zamorano Sanz                                                         | 2'13.80  | Georgia Coates                                                             | 2'14.72  | Lisa Hoepink                                                                      | 2'14.97  |
| 400 m                | África Zamorano Sanz                                                         | 4'41.96  | Rosie Rodin                                                                | 4'43.56  | Georgia Coates                                                                    | 4'44.60  |
| Staffette            |                                                                              |          |                                                                            |          |                                                                                   |          |
| 4x100 m stile libero | Russia Arina Openysheva Maria Kudelkina Daria Mullakaeva Daria S. Ustinova   | 3'42"19  | Germania Nele Klein Laura Riedemann Leonie Kullmann Katrin Gottwald        | 3'47"31  | Italia Alessia Ruggi Federica Sarti Cipriani Sofia Iurasek Rachele Ceracchi       | 3'48"23  |
| 4x200 m stile libero | Russia Arina Openysheva Daria Mullakaeva Daria Ustinova Daria S. Ustinova    | 8'03"68  | Germania Alina Jungklaus Josephine Tesch Marlene Huether Leonie Kullmann   | 8'07"06  | Spagna Sandra Pallares Elisa Sanchez Laura Rodriguez África Zamorano Sanz         | 8'08"29  |
| 4x100 m misti        | Russia Daria Ustinova Alexandra Chesnokova Maria Astashkina Arina Openysheva | 4'05"64  | Germania Laura Riedemann Lisa Katharina Hoepink Marlene Huether Nele Klein | 4'07"59  | Italia Federica Sarti Cipriani Sara Gyertyanffy Eleonora Clerici Rachele Ceracchi | 4'10"32  |

### Gare miste
| Evento               | Oro                                                                        | Tempo   | Argento                                                                    | Tempo   | Bronzo                                                                  | Tempo   |
| Staffette            |                                                                            |         |                                                                            |         |                                                                         |         |
| 4x100 m stile libero | Russia Filipp Shopin Daria S. Ustinova Roman Domachuk Arina Openysheva     | 3'30"97 | Germania Damian Wierling Leonie Kullmann Nele Klein Alexander Kunert       | 3'32"43 | Paesi Bassi Kyle Stolk Valerie van Roon Tessa Vermeulen Laurent Bams    | 3'33"83 |
| 4x100 m misti        | Russia Daria Ustinova Anton Čupkov Aleksandr Savdovnikov Daria S. Ustinova | 3'49"05 | Germania Laura Riedemann Max Pilger Lisa Katharina Hoepnik Damian Wierling | 3'52"71 | Italia Simone Sabbioni Eleonora Clerici Giacomo Carini Rachele Ceracchi | 3'54"51 |